# Isla San Lorenzo (Alaska)
La isla San Lorenzo (en inglés, St. Lawrence Island; en yupik, Sivuqaq) es una isla en el mar de Bering situada al oeste de la península de Alaska, al sur del estrecho de Bering. Forma parte del estado de Alaska, pero está más cerca de la costa rusa que de la parte continental de Alaska. La isla San Lorenzo se piensa que es una de las últimas porciones expuestas del puente de tierra que una vez unió a Asia con América del Norte durante el período del Pleistoceno. Por superficie, es la sexta isla más grande de los Estados Unidos y la 122.ªdel mundo.

## Geografía
La Oficina del Censo de los Estados Unidos define la isla de St. Lawrence como parte del Census Tract 1 del Área Censal de Nome, Alaska. En el censo de 2015 había 1353 personas que vivían en una superficie de 4.640,12 km². La isla tiene unos 145 km de largo y 13–36 km de ancho. La isla no tiene árboles, y las únicas plantas leñosas son arbustos del ártico de no más de 30 cm de alto.
La abundancia en la isla de aves y mamíferos marinos se debe en gran parte a la influencia de la corriente de Anadyr, una corriente oceánica fría muy rica en nutrientes de las aguas profundas del borde de la plataforma del mar de Bering.
Al sur de la isla hay una polinia permanente, que se forma cuando los vientos dominantes del norte y del este golpean el hielo migrante fuera de la costa.

## Clima
El clima de la isla es extremo. Las temperaturas no varían demasiado durante el año, dada su ubicación geográfica tan cercana al círculo polar ártico. El invierno es largo y muy duro, ocupando alrededor de 8 meses (de octubre a mayo). Las temperaturas por lo generan oscilan entre los -12 °C, con mínimas de hasta -30 °C. Los veranos son frescos y en ocasiones fríos, con temperaturas que no superan los 14 °C.
Sus aguas ubicadas en el Mar de Bering suelen permanecer congeladas por 4 arduos meses (de noviembre a febrero), por lo que resulta prácticamente imposible su acceso por vía marítima, por ello, el asentamiento de Savoonga cuenta con un aeropuerto que cumple todas las necesidades básicas para permitir vuelos incluso en invierno.

## Prehistoria
La isla San Lorenzo ha estado ocupada desde alrededor de unos 2000 a 2500 años atrás por pueblos costeros que se caracterizaban por sus utensilios decorados en el estilo Okvik (oogfik). Los sitios arqueológicos en las islas Punuk, cercanas al extremo oriental de la isla San Lorenzo, en Kukulik, cerca de Savoonga y en las laderas de las montañas por encima de Gambell muestran evidencias de la ocupación Okivik. El estilo decorativo Okvik es zoomórfico y elaborado, ejecutado en una técnica de grabado a veces ruda, con una diferencia mayor que los estilos «mar de Bering Antiguo» (Old Bering Sea style) y Punuk.
La ocupación Okivik está influida, y puede haber sido coincidente, con la ocupación mar de Bering Antiguo, hace 2000 años hasta alrededor de 700 años, caracterizada por ser más simple y homogénea que el estilo Punuk. Los utensilios de piedra cambiaron de piedra tallada a placas de pizarra; las cabezas de los arpones curvados de marfil tallado son más pequeños y tienen un diseño más simple.
Las primeras ocupaciones prehistóricas e históricas de la isla San Lorenzo nunca fueron permanentes, con períodos de abandono y reocupación dependiendo de la disponibilidad de los recursos y los cambios en los patrones climáticos. El hambre era común, como lo demuestran las líneas de Harris y la hipoplasia del esmalte en los esqueletos humanos. Los viajes hacia, y desde el continente, eran comunes en tiempo tranquilo, por lo que la isla fue utilizada como base de caza y los sitios de ocupación fueron re-utilizados periódicamente más que estar permanentemente ocupados.
Los principales sitios arqueológicos están en Gambell y Savoonga (Kukulik) y fueron excavados por Otto Geist e Ivar Skarland de la Universidad de Alaska Fairbanks. Las colecciones de estas excavaciones se muestran en el Museo de la Universidad de Alaska en el campus de la UAF.

## Historia
La isla era llamada Sivuqaq por los yupik que vivían en ella. Fue visitada por el explorador danés al servicio de Rusia Vitus Bering en el día de San Lorenzo, 10 de agosto de 1728 (calendario Juliano), y fue nombrado así por el día de su visita. La isla fue el primer lugar conocido en Alaska que fue visitado por los exploradores occidentales.
Había alrededor de 4000 yupik de centroalaska y siberianos en varias aldeas de la isla a mediados del siglo XIX. Subsistían de la caza de la morsa y la ballena y de la pesca. Una hambruna en 1878-80 hizo que muchos muriesen de hambre y que muchos otros emigrasen, diezmando la población de la isla. Casi todos los residentes que quedaron fueron yupik de Siberia.
Los renos se introdujeron en la isla en 1900 en un intento de impulsar la economía. La manada de renos creció a cerca de 10 000 animales en 1917, pero desde entonces ha disminuido. Los renos hoy en día son pastoreados como una fuente de carne de subsistencia.

## Asentamientos

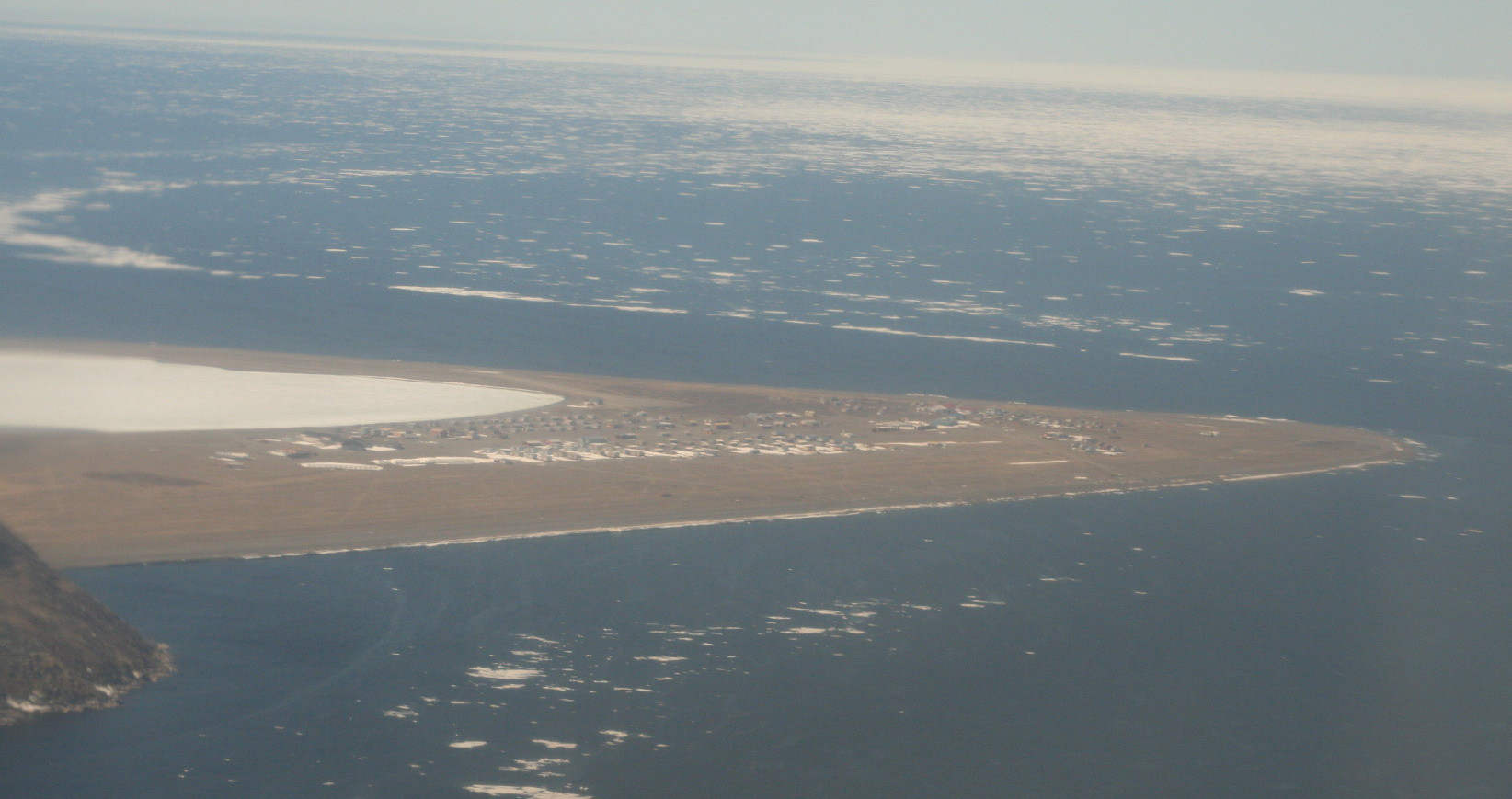
Vista aérea de Gambell (junio de 2006).

La isla en la actualidad consta de dos asentamientos: Savoonga (671 hab. en 2015), localizada en la mitad de la costa septentrional y Gambell (682 hab. en 2015), localizado en el extremo noroccidental de la isla.
Estos dos pequeños pueblos son los titulares de la mayor parte de la tierra en la isla San Lorenzo, en virtud de la Alaska Native Claims Settlement Act en 1971. Como resultado de tener el título de la tierra, los yupik son jurídicamente capaces de vender marfil fosilizado y otros objetos encontrados en la isla San Lorenzo.
La isla está habitada principalmente por yupik siberianos que se dedican a la caza, la pesca y la cría de renos. El pueblo yupik de la isla San Lorenzo también es conocido por su habilidad en la talla, en su mayoría con materiales de mamíferos marinos (marfil de morsa y huesos de ballena).

## El cabo Noreste y la contaminación por PCB

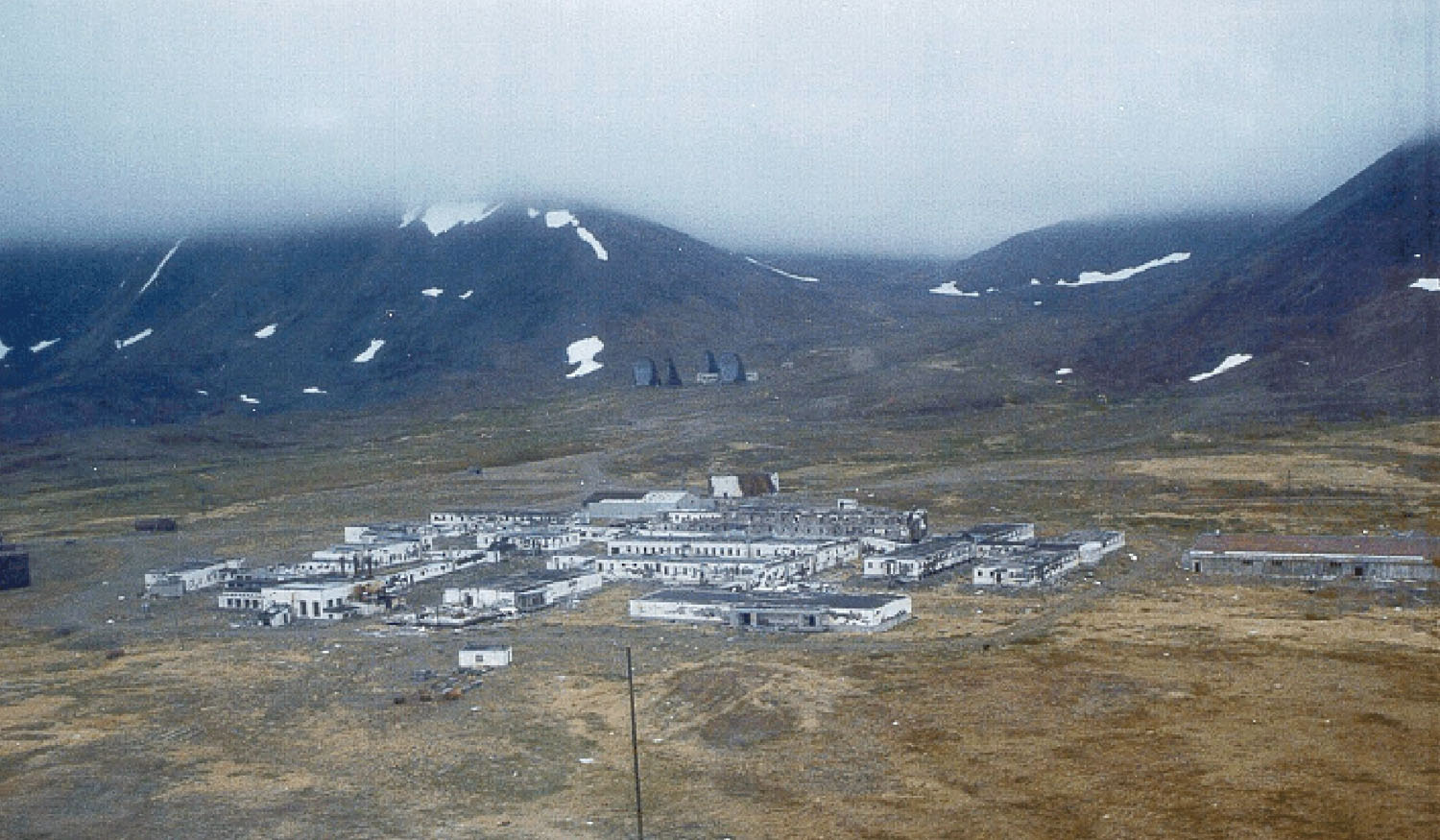
La antigua base de la Fuerza Aérea de la isla San Lorenzo.

La «Northeast Cape Air Force Station» (AFS) fue una base aérea de la Fuerza Aérea de los Estados Unidos construida en el cabo noreste de la isla San Lorenzo que consistía en un radar de control de aeronaves y alerta (Aircraft Control and Warning, AC&W), un servicio de seguridad (United States Air Force Security Service, USAFSS) y un puesto de escucha del sistema de comunicaciones Alice White (White Alice Communications System, WACS). Operó desde aproximadamente 1952 hasta aproximadamente 1972. La zona que rodea el sitio de la base de Cabo Nordeste era un asentamiento tradicional de varias familias yupik durante siglos. Después de que la base fuese cerrada en la década de 1970, muchas de estas personas comenzaron a experimentar problemas de salud. Incluso hoy en día, las personas que crecieron en el cabo Noreste tienen altas tasas de cáncer y otras enfermedades, posiblemente debido a la exposición a los PCB en todo el sitio. Según el Estado de Alaska, esas tasas elevadas de cáncer han demostrado ser comparables a las tasas de otros nativos de Alaska y nativos del ártico que no fueron expuestos a una instalación similar de la Fuerza Aérea. En cualquier caso, la mayoría de las instalaciones fueron removidas en un programa de limpieza de 10,5 millones dólares en el año 2003. El seguimiento del sitio continuará en el futuro.